# Сочувственное применение
Сочувственное применение — использование незарегистрированного лекарственного препарата или медицинского изделия из сочувственных соображений для группы пациентов с хроническим и серьезным инвалидизирующим или жизнеугрожающим заболеванием, удовлетворительное лечение которых с помощью разрешенного лекарственного препарата невозможно.
Эти программы носят различные названия, включая раннее применение, специальное применение или программу управляемого применения, сочувственное применение, сострадательное применение, временное разрешение на использование, когортное применение и применение до утверждения.
Как правило, чтобы получить такое применение, пациент и его лечащий врач должны подать заявление на доступ к исследуемому лекарственному препарату. Компания должна принять решение о сотрудничестве, а регулирующий орган должен убедиться, что потенциальная польза для пациентов оправдывает потенциальные риски вмешательства. Если планируется сочувственное применение, регулирующий орган после консультации с производителем или заявителем вправе принять заключение об условиях применения, условиях реализации и целевых пациентах. Однако в большинстве стран пациент оплачивает сочувственное применение препарата, а также медицинские услуги, необходимые для его получения, самостоятельно.
В США сочувственное применение возникает в конце 1970-х годов. Официальная программа была создана в 1987 году в ответ на просьбы пациентов с ВИЧ/СПИДом о предоставлении доступа к разрабатываемым препаратам. Важным судебным делом стало дело «Альянс Эбигейл против фон Эшенбаха», в котором «Альянс Эбигейл», организация, выступающая за доступ к исследуемым препаратам для смертельно больных людей, пыталась установить такой доступ в качестве конституционного права. Верховный суд отказался рассматривать это дело, фактически поддержав предыдущие дела, в которых утверждалось, что не существует конституционного права на незарегистрированные лекарственные препараты.

## Программы
По состоянию на 2016 год регулирование доступа к незарегистрированным лекарственным препаратам, не утвержденным для реализации, осуществлялось в каждой стране отдельно, в том числе в Европейском союзе, где Европейское агентство по лекарственным средствам выпустило руководящие принципы, которым должны следовать национальные регулирующие органы. В США, Европе и ЕС ни одна компания не может быть принуждена к предоставлению разрабатываемого ею лекарственного препарата или медицинского изделия.
В ряде случаев компании в рамках данных программ предоставляют лекарства пациентам, принимавшим участие в клинических исследованиях с положительным ответом на препарат .

### Соединенные Штаты
В США по состоянию на 2018 год пациенты могли получить незарегистрированные лекарственные препараты или медицинские изделия, находящиеся на стадии разработки, при определенных условиях .
Условия могли быть следующими .
- Согласие на участие в программе пациента, желающего получить лекарственный препарат или медицинское изделие, и лицензированного врача.
- Письменное подтверждение от врача об отсутствии сопоставимой или удовлетворительной терапии для диагностики, мониторинга или лечения заболевания или состояния пациента.
- Вероятный риск для пациента от исследуемого продукта не превышает вероятный риск от заболевания или состояния.
- Подтверждение со стороны Управления по продуктам питания и лекарствам США (Food and Drug Administration, FDA) достаточности доказательств безопасности и эффективности исследуемого продукта для его использования в конкретных обстоятельствах.
- Подтверждение со стороны FDA о том, что предоставление исследуемого продукта не помешает началу, проведению или завершению клинических исследований, необходимых для получения разрешения на продажу.
- Спонсор (как правило, компания, разрабатывающая исследуемый продукт для коммерческого использования) или клинический исследователь (или врач пациента в случае запроса на сочувственное применение для одного пациента) предоставляет клинический протокол (документ, в котором описывается план лечения пациента), соответствующий уставу FDA и применимым нормам, для использования незарегистрированного продукта или заявку на исключение исследуемого изделия с описанием использования исследуемого продукта.
- Лицо не может получить исследуемый препарат или изделие в рамках другого заявления на исследовательский новый препарат (Investigational New Drug, IND) (для лекарств), заявления на исключение для исследовательского устройства (Investigation Device Exemption, IDE) (для изделия) или участвовать в клиническом исследовании.

Лекарственные препараты могут предоставляться отдельным лицам, небольшим и большим группам .
В США фактическое применение лекарства зависит от готовности производителя его предоставить, а также от способности пациента за него заплатить; решение о том, требовать ли оплаты или предоставить лекарство или медицинское изделие будет бесплатным, принимает компания . Производитель может компенсировать только прямые затраты за отдельные индивидуальные IND. Это может увеличить некоторые косвенные затраты для небольших групп или более крупных программ расширенного доступа . Если для использования препарата или изделия требуется помощь врача или клиники, их труд также может требовать оплаты .
В некоторых случаях предоставление доступа в рамках программы сочувственного применения может осуществляться в коммерческих интересах производителя: например, получить прибыль до того, как лекарство или изделие будет одобрено. Фармацевтические компании должны ежегодно предоставлять FDA данные, собранные от пациентов, получавших лекарство или изделие в рамках программ сочувственного применения. Они могут быть полезны для получения одобрения лекарства или изделия, но могут и навредить, если произойдут непредвиденные неблагоприятные события. Кроме того, производитель несет юридическую ответственность. Если производитель решит взимать плату за использование исследуемого продукта, это повлияет на его последующую стоимость в случае одобрения .

#### Законодательство США
По состоянию на февраль 2019 года 41 штат принял законы о праве на исследование, которые разрешают производителям предоставлять экспериментальные лекарства смертельно больным людям без разрешения FDA . Ученые в области права, медицины и биоэтики, включая Джонатана Дэрроу и Артура Каплана, утверждают, что законы этих штатов имеют небольшое практическое значение: люди уже могут получить предварительный доступ через программу сочувственного применения FDA, поскольку FDA обычно не является ограничивающим фактором в получении такого доступа .

### Европа
В Европе Европейское агентство по лекарственным препаратам (European Medicines Agency, EMA) выпустило руководство, которому могут следовать государства-члены. При этом в каждой стране действуют свои собственные правила, и они различны. В Великобритании, например, существует программа «Схема раннего доступа к лекарствам» (Early Access to Medicines, EAMS), которая была создана в 2014 году. Если компания хочет предоставить лекарство в рамках EAMS, она должна передать данные первой фазы в Агентство по регулированию лекарственных препаратов и товаров медицинского назначения (UK Medicines & Healthcare products Regulatory Agency, MHRA) и подать заявку на так называемое перспективное инновационное лекарство. Если это назначение одобрено, данные пересматриваются. Если эта проверка оказывается положительной, Национальная служба здравоохранения обязана оплатить доступ к препарату для людей, соответствующих критериям. По состоянию на 2016 год правительства также оплачивали ранний доступ к лекарствам в Австрии, Германии, Греции и Испании .
Иногда компании используют программы сочувственного применения EMA в Европе даже после получения одобрения органа на продажу лекарственных препаратов, так как лекарственные препараты обязательно должны пройти процедуры регулирования в каждом государстве-члене. В некоторых странах процесс регистрации может занять почти год. По программам сочувственного применения компании могут начать продажи раньше .

### Филиппины
На Филиппинах использование незарегистрированных препаратов может быть разрешено врачом, специалистом, медицинским учреждением или обществом, получившим специальное разрешение на сочувственное применение от Управления по контролю за продуктами и лекарствами страны, для лечения смертельно или тяжело больных пациентов. Выдача разрешения предусмотрена Административным приказом Министерства здравоохранения № 4 от 1992 г. 
Лица, желающие получить специальное разрешение на сочувственное применение, должны предоставить следующую информацию: предполагаемое количество незарегистрированного препарата для пациента, «лицензированное предприятие по производству лекарств / медицинских изделий, через которое можно приобрести незарегистрированный препарат», а также «имена и адреса специалистов, имеющих квалификацию и разрешение на использование продукта». Разрешение можно получить и на переработанный медицинский каннабис, несмотря на то что на Филиппинах каннабис в целом запрещен .

## История

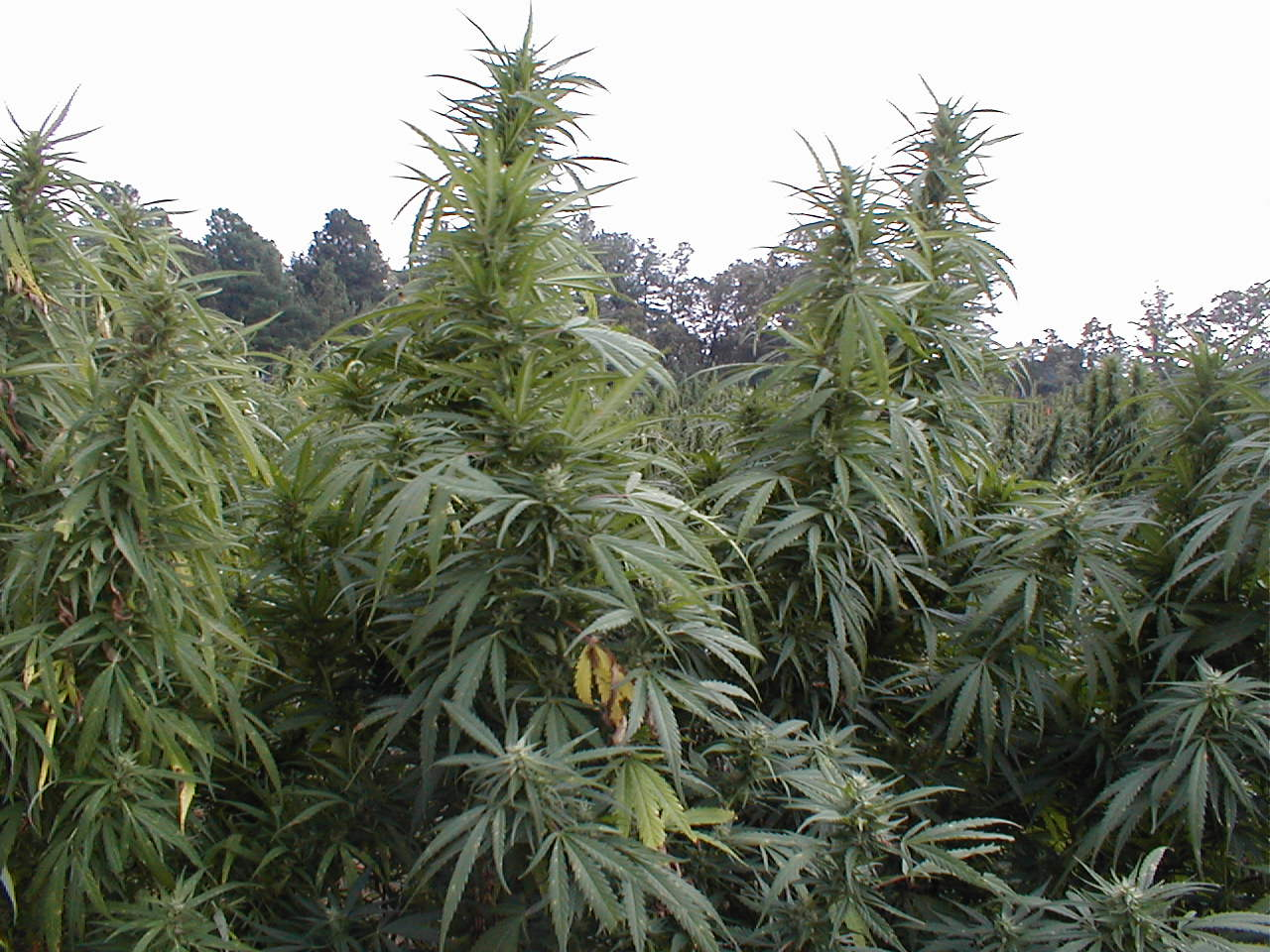
Лекарственный каннабис, выращиваемый Университетом Миссисипи для правительства

В США одной из первых программ сочувственного применения была программа IND, которая была создана в 1978 году и позволяла ограниченному числу людей использовать медицинскую марихуану, выращенную в Университете Миссисипи под руководством директора исследовательского проекта, доктора Махмуда Эль-Сохли. За данный проект отвечает Национальный институт по борьбе со злоупотреблением наркотиками.
Программа была запущена после того, как Роберт К. Рэндалл подал иск («Рэндалл против США»)  против FDA, Управления по борьбе с наркотиками, Национального института по борьбе со злоупотреблением наркотиками, Министерства юстиции и Министерства здравоохранения, образования и социального обеспечения. Рэндалл, страдавший глаукомой, успешно использовал доктрину необходимости в соответствии с нормами общего права, чтобы оспорить выдвинутые против него уголовные обвинения в выращивании марихуаны, поскольку употребление им каннабиса считалось медицинской необходимостью . Решение в его пользу вынес 24 ноября 1976 года федеральный судья Джеймс Вашингтон .
Мировое соглашение по делу «Рэндалл против США» стало правовой основой для программы сочувственного применения IND FDA . В рамках этой программы каннабис разрешалось употреблять пациентам с определенными заболеваниями, такими как глаукома, которые можно было вылечить с помощью каннабиса. Позже, в середине 1980-х, сфера применения была расширена за счет включения больных СПИДом. На пике популярности препарат получали пятнадцать человек. Участие в программе было одобрено для 43 человек, однако 28 человек, чьи врачи оформили необходимые документы, так и не получили разрешения на применение каннабиса . Программа прекратила прием новых пациентов в 1992 году, после того как органы общественного здравоохранения пришли к выводу, что она не имеет научной ценности, а также из-за политики администрации президента Джорджа Буша-старшего. По состоянию на 2011 год четыре человека продолжали получать каннабис от правительства в рамках программы .
Закрытие программы в разгар эпидемии СПИДа привело к формированию движения за медицинский каннабис в США, которое изначально стремилось обеспечить возможность использования каннабиса для лечения анорексии и синдрома истощения у людей, больных СПИДом.
В ноябре 2001 года Фрэнк Берроуз в память о своей дочери Эбигейл учредил альянс по упрощенному доступу к лекарственным препаратам, находящимся на этапе разработки, «Альянс Эбигейл». Альянс добился более широкой доступности исследуемых препаратов для людей с неизлечимыми заболеваниями. Альянс стал известен благодаря проигранному судебному делу «Альянс Эбигейл против фон Эшенбаха», в котором его представлял Вашингтонский юридический фонд. Седьмого августа 2007 года Апелляционный суд США по округу Колумбия решением 8-2 отменил предыдущее решение в пользу альянса . В 2008 году Верховный суд США отказался рассматривать его апелляцию. Это решение оставило в силе постановление апелляционного суда о том, что неизлечимо больные люди не имеют законного права требовать применения «потенциально токсичного препарата с недоказанной терапевтической пользой» .
В марте 2014 года Джош Харди, семилетний мальчик из Вирджинии, попал в заголовки национальных газет, когда производитель препарата Chimerix отклонил запрос его семьи на получение бринцидофовира . Общественный резонанс вызвал дискуссии о доступе детей к исследуемым препаратам, и компания отменила свое решение после давления со стороны организаций по защите интересов больных раком. Джош получил лекарство, которое спасло ему жизнь . В 2016 году организация Kids v Cancer, выступающая за защиту детей от рака, запустила навигатор Compassionate Use Navigator, чтобы помочь врачам и семьям в процессе подачи заявления . С тех пор FDA упростило процесс подачи заявки, но подчеркнуло, что не может требовать от производителя предоставить продукт . FDA получает около 1500 запросов на расширенный доступ в год и одобряет 99 % из них .